# Flugplatz Caiolo

i7
i11
i13
Der Flugplatz Caiolo, auch Flugplatz Sondrio genannt (it.: Aviosuperficie di Caiolo oder Aviosuperficie di Sondrio), ist eine Aviosuperficie in Caiolo in der Provinz Sondrio der italienischen Region Lombardei. Er wird durch die Avio Valtellina S.p.A. betrieben.

## Lage
Der Flugplatz liegt etwa 6 km westlich von Sondrio. Naturräumlich liegt der Flugplatz im Veltlin.

## Flugbetrieb
Am Flugplatz Caiolo findet Flugbetrieb mit Segelflugzeugen, Ultraleichtflugzeugen, Motorflugzeugen und Hubschraubern statt. Der Flugplatz verfügt über eine 1050 m lange und 23 m breite Start- und Landebahn aus Asphalt. Weiterhin verfügt er über eine Tankstelle für Jet A1 und AvGas 100 LL. Am Flugplatz ist der Aero Club di Sondrio beheimatet, der eine Flugschule betreibt. Weiterhin sind am Flugplatz Hubschrauber der Luftrettung und der Bergrettung stationiert.